# Obožavatelj (1996.)
Obožavatelj (eng. The Fan) je američki triler film iz 1996. godine u kojem glavne uloge tumače Robert De Niro i Wesley Snipes, a režirao ga je Tony Scott.
Film je baziran na istoimenom romanu kojeg je napisao Peter Abrahams, a riječ je o psihološkom trileru koji prati De Nirov lik Gila Renarda kako postupno napreduje u svom bezumlju. Najveći dio filma vrti se oko bejzbola i prikazuje ponekad pretjeranu privrženost nekih navijača prema tom u Americi vrlo popularnom sportu. Film je u američkim kinima premijerno prikazan 16. kolovoza 1996. i tada u njih nije privukao značajan broj gledatelja te su ga filmski kritičari uglavnom okarakterizirali kao neuspjeh, ali velik broj filmskih obožavatelja s internetskih zajednica poput IMDb-a danas ga smatra podcijenjenim.

## Radnja
Gil Renard (Robert De Niro) je temperamentni putujući prodavač noževa u tvrtci koju je nekoć osnovao njegov otac. Ima prilično neuspješan poslovni i privatni život te se nalazi pred razvodom, zanemaruje sina, a u tvrtci mu prijete otkazom zbog loših prodajnih rezultata. U djetinjstvu je Gil igrao bejzbol te još uvijek pokazuje veliku odanost prema tom sportu i svojoj omiljenoj momčadi San Francisco Giants. Kao veliki navijač Giantsa postaje oduševljen kada sazna da će u novoj sezoni za njihovu momčad igrati njegov omiljeni igrač Bobby Rayburn (Wesley Snipes), čiju karijeru prati od prvog dana i kojeg su Giantsi kupili za rekordan iznos od 40 milijuna dolara. U namjeri da se iskupi za svoj nemar prema sinu Richieju, odlučuje ga odvesti na prvu utakmicu sezone.
Na utakmici Gilovo oduševljenje raste kako Rayburn počinje postizati bodove. No, Rayburn tijekom utakmice pretrpi ozljedu i njegov učinak počinje značajno slabiti, što mnoge odmah dovodi do pitanja da li se klubu stvarno isplatilo uložiti toliki novac u njegovu kupnju. Gil tada svojim pretjeranim navijanjem počinje zaboravljati na obveze prema Richieju, ali i dolaziti u manje sukobe s navijačima kojima njegovo skakanje i vikanje smeta u praćenju utakmice. Na kraju Gil napušta utakmicu kako bi obavio poslovnu obvezu koja mu je bila jedina prilika da zadrži posao i ostavlja Richieja samog na utakmici. Kad se vraća na stadion Richieja više nema na mjestu gdje su sjedili i Gil odlazi do kuće svoje bivše supruge Ellen koja je ogorčena njegovom neodgovornošću. Tamo nalazi uplašenog Richieja i nastoji ga utješiti, ali prethodno udara Ellen koja mu nakon takvog nasilnog ponašanja odlučuje sudski zabraniti pristup njezinoj obitelji.
Kada uz to još izgubi i posao, Gilu jedina utjeha ostaje u bejzbolu i posjećivanju utakmica Giantsa. No, njegov omiljeni igrač Bobby Rayburn počinje promašivati sve više udaraca, a novi spasitelj i glavna zvijezda momčadi postaje Juan Primo (Benicio del Toro), koji je prethodno već došao u sukob s Rayburnom jer mu nije dao da na dresu nosi svoj sretan broj 11. Gil Prima smatra arogantnim i uspjesi koje momčad postiže njegovim zaslugama ne predstavljaju mu zadovoljstvo. Gil se kao obožavatelj Giantsa telefonom redovito uključuje u sportsku radijsku emisiju koju vodi Jewel Stern (Ellen Barkin) i tamo zapravo dobiva jedinu priliku da razgovara s Rayburnom. Završavajući razgovor Rayburn Gilu kaže da bi bilo dobro da on kao njegov obožavatelj pokuša nagovoriti Prima da mu prepusti broj 11. Gil se suočava s Primom u sauni i pokušava ga nagovoriti da prepusti svoj broj Rayburnu, ali on uporno tvrdi da je to njegov broj i pokazuje Gilu tetovažu broja 11 na svom ramenu. Gil tada započinje tučnjavu s Primom te mu naposljetku zabija nož u bedro, nakon čega Primo ubrzo iskrvari i umire.
Dok San Francisco oplakuje smrt omiljenog igrača, Rayburn počinje osjećati krivicu za Primovu smrt. Ironično, nedugo nakon Primove smrti Rayburn počinje ponovno nizati dobre utakmice i tako doprinositi pobjedama Giantsa. Gil tada počinje smatrati da je pridonio Rayburnovom i klubovom uspjehu te počinje pratiti Rayburna u blizini njegove kuće na plaži. Jednoga dana Gil slučajno vidi da se Rayburnov sin Sean utaplja nedaleko od obale i odlučuje ga spasiti vidjevši to kao priliku da se zbliži s Bobbyjem. Gil se Bobbyju predstavi kao Curly, a tijekom razgovora Bobby mu otkriva kako mu je u životu najviše stalo do sina Seana. Kada tijek razgovora dovede do bejzbola Gil se pretvara da nije preveliki obožavatelj tog sporta i tada mu Bobby otkrije da mu nije pretjerano stalo do navijača jer oni obožavaju igrače kad igraju dobro da bi ih zatim mrzili kad počinju postizati slabije rezultate. Nešto kasnije Gil priznaje Bobbyju da je u djetinjstvu igrao bejzbol na poziciji bacača te ga zamoli da mu pruži priliku da mu pokaže nekoliko svojih bacanja. Kada mu tijekom igre Bobby počinje govoriti da ga nije briga što opet dobro igra, Gil počinje sve agresivnije bacati lopticu prema njemu te ubrzo prekidaju s igranjem bejzbola. Prije negoli se raziđu, Gil pokušava nagovoriti Bobbyja da prizna kako mu je drago što je Primo mrtav. Nakon što on to odbije i otiđe u kuću, Gil ubrzo odlučuje oteti Seana i pobjeći s njim u Bobbyjevom Hummeru lažući u telefonskom razgovoru da idu na pecanje. Tijekom telefonskog razgovora Bobby ubrzo shvaća da Gil laže te ga počinje ispitivati što želi, a nakon toga Gil mu odgovori da bi mu trebalo stati do navijača te mu dodaje da ode do svog hladnjaka. Tamo pronalazi šokantno otkriće, nožem izrezanu tetovažu broja 11 s Primova ramena, i ubrzo dolaze specijalni agenti kako bi pokušali locirati Gilov poziv i spasiti Seana.
Gil odvodi Seana do svojeg bivšeg suigrača Coopa i laže da je to njegov sin. No, Coop ga ubrzo otkriva u laži te mu je Gil prisiljen priznati da se radi o sinu Bobbyja Rayburna, a kada Coop pokušava pomoći Seanu da pobjegne preko ograde, Gil ga ubija izudaravši ga bejzbolskom palicom. Gil zahtijeva od Bobbyja da mu posveti sljedeće optrčavanje tako da na semafor stavi njegovu fotografiju s natpisom da je optrčavanje posvećeno "Gilu, istinskom navijaču" i prijeti da će mu u protivnom ubiti sina. Tijekom utakmice Bobby očajnički pokušava pogoditi lopticu kako bi izveo optrčavanje, a kada u tome konačno uspije sudac mu nemilosrdno govori da potez nije valjan. No, boljim pogledom ispod sučeve kacige Bobby otkriva da je sudac zapravo Gil. Tada već poludjeli Gil unatoč policijskim upozorenjima ulazi u bacački položaj s nožem u rukama, ali je ubijen pucnjevima prije nego što uspije baciti nož prema Bobbyju.
Film završava prizorem u kojem policija pronalazi sina Bobbyja Rayburna u Gilovom skrovištu prepunom novinskih izrezaka koji otkrivaju njegovu opsjednutost Bobbyjevom karijerom.

## Zanimljivosti
- Rayburnov sretan broj 11 u momčadi San Francisco Giantsa je umirovljen kao broj bacača Carla Hubbella koji je između 1928. i 1943. igrao za tadašnje New York Giantse.
- Frank Darabont, redatelj i scenarist filmova Iskupljenje u Shawshanku i Zelena milja, doprinio je izgledu scenarija bez da njegovo ime bude navedeno tijekom uvodne špice filma.
- Tijekom filma može se čuti glazba bandova kao što su The Rolling Stones i Nine Inch Nails.